# Вуд, Артур
А́ртур Ни́колас Ли́ндсей Вуд (англ. Arthur Nicholas Lindsay Wood; 29 марта 1875, Chester-le-Street, Дарем — 1 июня 1939, Сент-Андрус, Файф) — британский яхтсмен, чемпион летних Олимпийских игр 1908 года.
На Играх 1908 года в Лондоне Вуд соревновался в классе 8 м. Его команда выиграла две гонки и в итоге заняла первое место.